# Liste der Monuments historiques in Bonnay (Doubs)
Die Liste der Monuments historiques in Bonnay führt die Monuments historiques in der französischen Gemeinde Bonnay auf.

## Liste der Immobilien
| Bezeichnung       | Beschreibung                                                                                          | Standort                 | Kennzeichnung | Schutzstatus | Datum | Bild           |
| ----------------- | --- | ------------------------ | ------------- | ------------ | ----- | -------------- |
| Château de Bonnay | mittelalterliches festes Haus, um 1712 durch neues Corps de Logis ersetzt, englischer Garten von 1827 | 16 rue du Château (Lage) | PA00101617    | Inscrit      | 1994  | weitere Bilder |
| Kirche St-Nazare  | zwischen 1710 und 1715 erbaut                                                                         | Rue des Écoles (Lage)    | PA00132844    | Classé       | 1996  | weitere Bilder |

## Liste der Objekte
| Bezeichnung                                | Beschreibung                                                                             | Standort                       | Kennzeichnung | Schutzstatus | Datum | Bild |
| ------------------------------------------ | ---------------------------------------------------------------------------------------- | ------------------------------ | ------------- | ------------ | ----- | ---- |
| Kanzel                                     | Holz, 18. Jahrhundert                                                                    | in der Kirche St-Nazare (Lage) | PM25000416    | Classé       | 1964  |      |
| Skulptur Erzengel Michael                  | mit Nische; Holz, farbig gefasst, 18. Jahrhundert                                        | in der Kirche St-Nazare (Lage) | PM25000417    | Classé       | 1964  |      |
| Maria-Rosenkranz-Altar und Miachaels-Altar | jeweils Retabel und Gemälde; Holz, farbig gefasst, Ölfarbe auf Leinwand, 18. Jahrhundert | in der Kirche St-Nazare (Lage) | PM25000418    | Classé       | 1964  |      |
| Hauptaltar                                 | Retabel und zwei Skulpturen; Holz, farbig gefasst, 18. Jahrhundert                       | in der Kirche St-Nazare (Lage) | PM25000419    | Classé       | 1964  |      |
| Heiliger-Guérin-Altar                      | Retabel und Gemälde; Holz, farbig gefasst, Ölfarbe auf Leinwand, 18. Jahrhundert         | in der Kirche St-Nazare (Lage) | PM25001567    | Classé       | 1992  |      |
| Isidor-und-Werner-Altar                    | Retabel und Gemälde; Holz, farbig gefasst, Ölfarbe auf Leinwand, bezeichnet 1728         | in der Kirche St-Nazare (Lage) | PM25001568    | Classé       | 1992  |      |
| Blasiusaltar                               | Retabel und Gemälde; Holz, farbig gefasst, Ölfarbe auf Leinwand, 18. Jahrhundert         | in der Kirche St-Nazare (Lage) | PM25001569    | Classé       | 1992  |      |
| Skulptur Unterweisung Mariens              | Stein, farbig gefasst, bezeichnet 1604                                                   | in der Kirche St-Nazare (Lage) | PM25001896    | Inscrit      | 1991  |      |